# 625 líneas
625 líneas fue un programa de televisión, emitido por TVE los domingos en el horario vespertino entre 1976 y el 12 de abril de 1981.

## Origen del nombre
En las fechas de emisión del programa los televisores analógicos más usados en Europa, Asia y África, así como en algunos países de América del Sur, usaban el sistema de codificación PAL, eran en blanco y negro fundamentalmente, pero también los primeros en color, y presentaban una definición de imagen de 625 líneas entrelazadas a 25 frames por segundo (fps) y con una relación de aspecto de 4:3.

## Contenido
El objeto del programa, que se emitía los domingos en horario de tarde con una hora de duración, era anticipar a los espectadores los programas que emitiría la cadena durante los siguientes siete días.
La idea del espacio no era original, pues la propia TVE había emitido ya antes programas-anuncio de su próxima programación. La novedad, y una de las claves del éxito, fue la adopción de elementos de los espacios de variedades, como entrevistas, números musicales y sobre todo, humor.
A finales de los años 70, el programa contrató a Tony Sáez, un joven canadiense de padres españoles, para organizar entrevistas con protagonistas de programas norteamericanos que emitía TVE. Entre los actores que visitaron el plató de 625 líneas destacan Melissa Sue Anderson (Mary Ingalls) y Katherine MacGregor (Señora Oleson), actrices en la popular serie La casa de la pradera o Robin Ellis, de Poldark.
La sintonía del programa era Hoedown originalmente de Aaron Copland pero en versión de Emerson, Lake and Palmer, de su álbum Trilogy, 1972. Puro rock sinfónico de la época.

## Presentadores
En la primera etapa del programa, 1976-1977, la presentación corrió a cargo del entonces director, José Antonio Plaza y la actriz Paca Gabaldón, acompañados por la dominicana Roxana Dupré, primera presentadora de color en la historia de televisión en España.
Durante unos meses, la programación infantil fue presentada por José María Pascual, el niño que interpretaba las canciones de la serie de dibujos animados "Marco", coincidiendo con José Antonio Plaza y Paca Gabaldón, primero, y con Mayra Gómez Kemp y Juan Santamaría; después, una orden del Ministerio de Trabajo, apartaba a José María del programa debido a su minoría de edad.
A partir de septiembre de 1977, José Antonio Plaza y Paca Gabaldon fueron sustituidos en la presentación del espacio por la pareja que más tiempo se mantuvo al frente del mismo : Mayra Gómez Kemp - en la experiencia que supuso el despegue de su popularidad como presentadora - y Juan Santamaría. Durante algunos meses de 1978, la que luego sería estrella del cine español, Victoria Abril, se ocupó de la sección musical. Gómez-Kemp y Santamaría estuvieron en el programa hasta 1979. José Antonio Plaza siguió dirigiendo el programa.
Desde 1979 y hasta la cancelación del programa en 1981, la presentación fue asumida por Marisa Abad, Isabel Borondo, Eva Gloria, Marisa Medina, Elena Gutiérrez y Santiago Peláez. Este último asumió la dirección del programa en 1979.

## Humoristas
A lo largo de sus cinco años de emisión, fueron muchos los humoristas que amenizaron el programa con sus actuaciones, aunque quizá los más recordados fueron Tip y Coll que, en plena Transición, hicieron un remedo de noticiario, en el que pusieron de moda la frase La próxima semana hablaremos del Gobierno. Con todo, la pareja de humoristas más célebre de la época sufrió los rigores de la censura.
El programa supuso también el debut ante la cámara de la actriz cómica Beatriz Carvajal (1978). Otros humoristas que desfilaron por el plató de 625 líneas fueron Andrés Pajares (1978), en el papel de El Currante, el tándem Juanjo Menéndez-Jesús Puente (1979-1980) y Juanito Navarro y Simón Cabido, en la recuperación de su personaje de Doña Croqueta, en el que fue su momento de máxima popularidad.
En 1978 contó también con la presencia de María Eugenia, María Laura y María Emilia, las argentinas Trillizas de Oro, conocidas por formar el coro de voces del cantante Julio Iglesias.

## Premios
- Premio Ondas (1978).
- TP de Oro (1977 y 1978) para Tip y Coll como Personaje más popular.
- TP de Oro (1978) a Mayra Gómez Kemp, como Mejor Presentadora.

## Otros programas similares
Durante las décadas de 1960, 1970 y 1980 - en esencia hasta la aparición de las televisiones privadas en España - se sucedieron varios programas que respondían al mismo esquema que 625 líneas (avanzar a los espectadores los contenidos de programación de la cadena pública en los siguientes días), aunque ninguno de ellos, alcanzó la repercusión y popularidad que el espacio dirigido por José Antonio Plaza y presentado por Mayra Gómez Kemp. Los programas de esta naturaleza fueron:

### TVE es noticia
Emitido las tardes del domingo entre el 5 de octubre de 1966 y el 11 de octubre de 1970, fue presentado por José Luis Uribarri, Pilar Cañada y Clara Isabel Francia. Tenía una duración de 20 minutos.

### La semana que viene
Sucesor del anterior, se estrenó el 18 de octubre de 1970 hasta el 4 de julio de 1971. Lo presentaba, de nuevo, José Luis Uribarri.

### Vamos a ver
Este programa se emitió inmediatamente tras la cancelación de 625 líneas y estuvo dirigido por Jesús López Navarro, presentado por Marisa Medina, Julio César Fernández e Isabel Borondo desde el 19 de abril de 1981 hasta marzo de 1982.

### Próximamente
Nueva denominación del mismo formato, para la temporada 1982-1983, conducido por Marisa Medina e Isabel Bauzá.

### Y sin embargo...te quiero
Entre 1983 y 1985.

### La próxima semana
Entre julio y octubre de 1984, durante la pausa veraniega en que no se emitió Y sin embargo, te quiero. Dirigido por Mercedes Ibáñez y presentado por Paula Gardoqui y Marisa Naranjo.

### Esto es lo que hay
Desde febrero a junio de 1985. Dirigido por José Luis Fernández Batalla. Presentado por Fernando Sala, Cyra Toledo y Maribel Rivera, contó con la participación de Marta Fernández Muro, el Gran Wyoming o José María Tasso, entre otros.

### De 7 en 7
Emitido entre julio de 1985 y abril de 1987. La presentación corrió a cargo del periodista José María Comesaña y de las actrices Nina Ferrer y Cristina Higueras. La dirección correspondía a Hernández Batalla y los guiones a Paula Gardoqui.

### Fin de semana
Programa presentado por Inma de Santis y emitido en 1987 y 1988.

### Acompáñame
Programa presentado por Isabel Gemio y emitido en 1992.

### Cartelera TVE
Presentado por Jose Toledo, Cartelera TVE fue un programa emitido entre 1994 y 2008 en el que cada domingo se repasaban las novedades de la programación de TVE y se realizaban entrevistas y reportajes sobre los espacios, presentadores y actores de la cadena.

### RTVE responde
En antena desde marzo de 2008, presentado por: Elena Sánchez.